# The Land Before Time (serial)
The Land Before Time este un serial american de animație bazat pe seria de filme Tărâmul uitat de timp creată de Judy Freudberg și Tony Geiss. A fost dezvoltat de Ford Riley pentru Cartoon Network și produs de Amblin Entertainment și Universal Animation Studios. Serialul a avut premiera mai întâi pe 5 ianuarie 2007 în Canada pe YTV, iar apoi pe 5 martie 2007 în Statele Unite pe Cartoon Network.
A fost realizat prin animație tradițională cu peisaje computerizate, la fel ca și continuările anterioare din Tărâmul uitat de timp X: Marea migrație încoace, ocazional cu personaje animate pe computer în cel shading în scene mai largi. Antagoniștii principali ai acestui serial sunt Red Claw, un dinozaur Tyrannosaurus rex malefic, și Screech și Thud, doi acoliți Deinonychus. Serialul ia loc după evenimentele filmului Tărâmul uitat de timp XIII: Înțelepciunea prietenilor deoarece Chomp și Ruby sunt absenți în acel film.

## Episoade
| Premiera originală | N/o | Titlu în engleză                   |
| ------------------ | --- | ---------------------------------- |
|                    |     |                                    |
| SEZONUL 1          |     |                                    |
|                    |     |                                    |
| 05.03.2007         | 01  | The Cave of Many Voices            |
|                    |     |                                    |
| 06.03.2007         | 02  | The Mysterious Tooth Crisis        |
|                    |     |                                    |
| 07.03.2007         | 03  | The Star Day Celebration           |
|                    |     |                                    |
| 08.03.2007         | 04  | The Canyon of Shiny Stones         |
|                    |     |                                    |
| 09.03.2007         | 05  | The Great Log-Running Game         |
|                    |     |                                    |
| 12.03.2007         | 06  | The Brave Longneck Scheme          |
|                    |     |                                    |
| 13.03.2007         | 07  | The Meadow of Jumping Waters       |
|                    |     |                                    |
| 14.03.2007         | 08  | The Days of Rising Waters          |
|                    |     |                                    |
| 15.03.2007         | 09  | Escape from the Mysterious Beyond  |
|                    |     |                                    |
| 16.03.2007         | 10  | The Hidden Canyon                  |
|                    |     |                                    |
| 19.03.2007         | 11  | The Legend of the Story Speakers   |
|                    |     |                                    |
| 20.03.2007         | 12  | The Bright Circle Celebration      |
|                    |     |                                    |
| 21.03.2007         | 13  | The Lonely Journey                 |
|                    |     |                                    |
| 22.03.2007         | 14  | The Missing Fast-Water Adventure   |
|                    |     |                                    |
| 23.03.2007         | 15  | The Spooky Nighttime Adventure     |
|                    |     |                                    |
| SEZONUL 2          |     |                                    |
|                    |     |                                    |
| 07.01.2008         | 16  | The Lone Dinosaur Returns          |
|                    |     |                                    |
| 08.01.2008         | 17  | Stranger from the Mysterious Above |
|                    |     |                                    |
| 09.01.2008         | 18  | The Forbidden Friendship           |
|                    |     |                                    |
| 10.01.2008         | 19  | The Amazing Threehorn Girl         |
|                    |     |                                    |
| 11.01.2008         | 20  | The Big Longneck Test              |
|                    |     |                                    |
| 14.01.2008         | 21  | The Hermit of Black Rock           |
|                    |     |                                    |
| 15.01.2008         | 22  | Return to Hanging Rock             |
|                    |     |                                    |
| 16.01.2008         | 23  | March of the Sand Creepers         |
|                    |     |                                    |
| 17.01.2008         | 24  | Search for the Sky Color Stones    |
|                    |     |                                    |
| 18.01.2008         | 25  | Through the Eyes of a Spiketail    |
|                    |     |                                    |
| 21.01.2008         | 26  | The Great Egg Adventure            |